# Доніелл Мален
Доніелл Мален (нід. Donyell Malen, нар. 19 січня 1999, Вірінген) — нідерландський футболіст, нападник клубу «Астон Вілла» і національної збірної Нідерландів.

## Клубна кар'єра
Народився 19 січня 1999 року в місті Віринген. Починав займатися футболом в академії амстердамського «Аякса». 2015 року був запрошений до академії лондонського «Арсеналу».
2017 року повернувся на батьківщину, де приєднався до клубної системи ПСВ Ейндговен. Провівши один сезон у молодіжній команді клубу, з 2018 року став гравцем його головної команди.
27 липня 2021 за 30 млн євро перейшов до складу дортмундської «Боруссії», підписавши з клубом контракт на 5 років.

## Виступи за збірні
2014 року дебютував у складі юнацької збірної Нідерландів (U-15), загалом на юнацькому рівні, до рівня збірної для 19-річних, взяв участь у 28 іграх, відзначившись 21 забитими голами.
2019 року дебютував в офіційних матчах у складі національної збірної Нідерландів.